# Джентрі
Дже́нтрі (англ. Gentry) — соціальний стан в англійському суспільстві XVI-XVII століть, нетитулована середня й дрібна шляхта.
Речниками джентрі були купці, котрі ніколи не займалися сільським господарством. Джентрі відіграли велику роль в Англійській революції XVII століття, зокрема, вихідцем з джентрі був Олівер Кромвель.
Англійське слово джентльмен походить від слова джентрі.
В європейській науковій літературі термін «джентрі» вживається також на позначення китайського стану шеньши.